# Triantha occidentalis
Triantha occidentalis — вид рослин із родини Tofieldiaceae, що зростає від південного сходу Аляски до центральної Каліфорнії. Triantha occidentalis була описана Серено Вотсоном у 1879 році як Tofieldia occidentalis, а Р. Р. Гейтсом у 1918 році — як Triantha. Хижацька поведінка рослини була виявлена у 2021 році групою вчених з Університету Британської Колумбії та Університету Вісконсину у Медісоні.

## Біоморфологічна характеристика
Стебла безлисті, або з 1–3 листям до основи, 10–80 см, по-різному залозисто-волосисті або лише залозисті нижче суцвіття. Листові пластини до 50 см × 8 мм. Суцвіття утворюють кулясті або циліндрично-яйцеподібні, колосоподібні голови, 3–45-квіткові, іноді перервані або відкриті, 1–8 см, залозисто-запушені. Квіти зазвичай зібрані по 3. Оцвітина біла або жовтувата; листочки оцвітини 3–7 мм, внутрішні ряди дещо довші та вужчі. Тичинки 3–6 мм. Коробочка від яйцеподібної до широко еліпсоїдної форми, 4–9 мм. Насіння червонувато-буре, ≈ 1 мм.
Це унікальна хижа рослина, яка влітку розростається високими квітучими стеблами, вкритими липкими волосками, які захоплюють дрібних комах, таких як мошки й комарі. Особливість цієї хижої рослини полягає в тому, що вона ловить комах біля її квіток, які запилюються комахами. Напевно залозисті волоски T. occidentalis не дуже липкі й можуть захопити лише мошок та інших дрібних комах, а значно більші й сильніші бджоли та метелики, які виконують роль запилювачів, не будуть захоплені. Виявлено, що T. occidentalis отримує більше половини свого азоту (N) шляхом перетравлення комах. Це 12-та відома незалежна еволюція м'ясоїдства в царстві рослин. Це перша виявлена хижа рослина серед Alismatales і лише четвертий встановлений випадок м'ясоїдства серед однодольних (інші — Paepalanthus bromelioides, Catopsis berteroniana, Brocchinia reducta). Деякі інші види з роду Triantha потребують аналогічного дослідження на предмет м'ясоїдства.

## Поширення
Зростає на південному сході Аляски, канадських провінціях Альберта й Британська Колумбія, штатах США Каліфорнія, Айдахо, Монтана, Орегон, Вашингтон, Вайомінг.